# Raivis Jurkovskis
Raivis Andris Jurkovskis (* 9. Dezember 1996) ist ein lettischer Fußballspieler.

## Karriere

### Verein
Raivis Jurkovskis begann seine Karriere in der Jugend des FK Liepājas Metalurgs. Im Jahr 2013 wurde der Verein aufgelöst da der Besitzer und dessen Unternehmen Liepājas Metalurgs Insolvenz anmeldete. Jurkovskis schloss sich im Februar 2013 den von ehemaligen Mitglieder des Vereines gegründeten Nachfolgevereins FK Liepāja an. Im Jahr 2015 gab er für den Verein sein Profidebüt in der Virslīga. Am Ende der Saison gewann er den Meistertitel mit der Mannschaft. Der Mittelfeldspieler kam dabei in 15 Ligaspielen zum Einsatz und erzielte zwei Tore. In der Saison 2016 spielte er Leihweise beim FK Rīgas Futbola skola. Nach seiner Rückkehr nach Liepāja gewann er 2018 den Lettischen Pokal. Im Januar 2021 wechselte er nach Irland zum Dundalk FC.

#### Nationalmannschaft
Raivis Jurkovskis debütierte am 31. Mai 2014 in der lettischen U-19-Nationalmannschaft gegen Estland. Dabei konnte er zugleich sein erstes Tor im Trikot von Lettland erzielen. Bis zum Jahresende absolvierte er sechs weitere Spiele, blieb dabei aber ohne Torerfolg. Ab September 2015 spielte Jurkovskis für die U-21. In zwei Jahren kam er auf sechzehn Einsätze. Am 3. Februar 2018 kam er zu seinem Länderspieldebüt in der A-Nationalmannschaft gegen Südkorea.

## Erfolge
FK Liepāja
- Lettischer Meister: 2015
- Lettischer Pokalsieger: 2018

Nationalmannschaft
- Baltic Cup: 2018